# Scrittura del Sud-Ovest

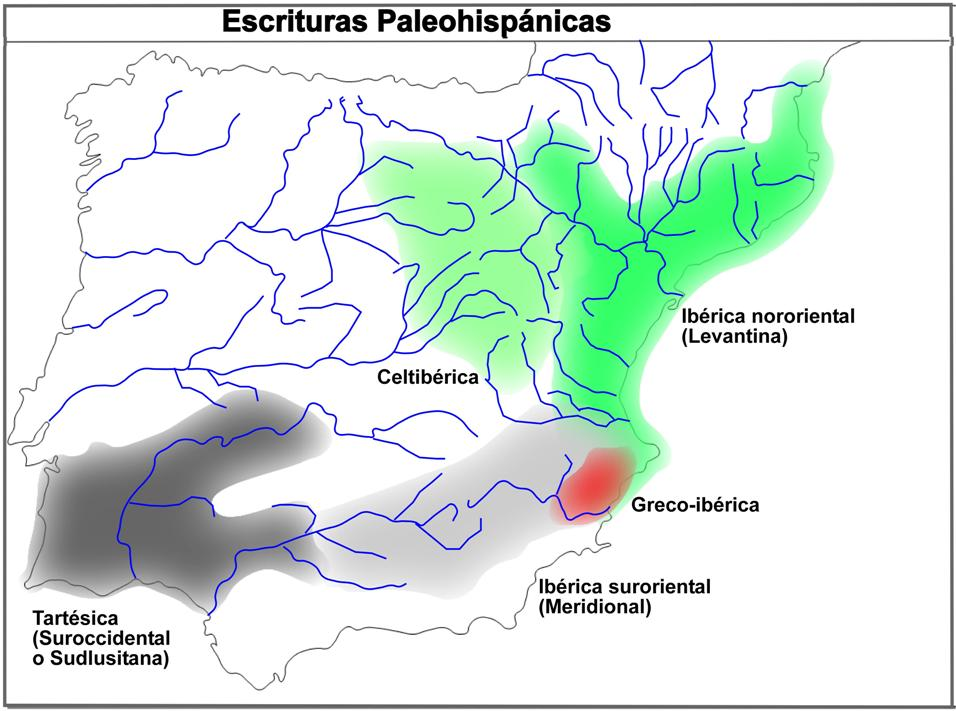
Scritture paleo-ispaniche

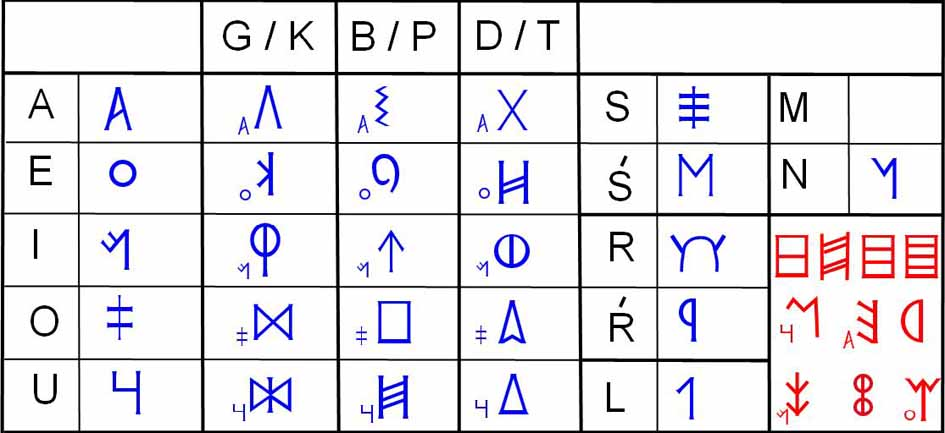
Una possibile scrittura del Sud-Ovest (Rodríguez Ramos 2000

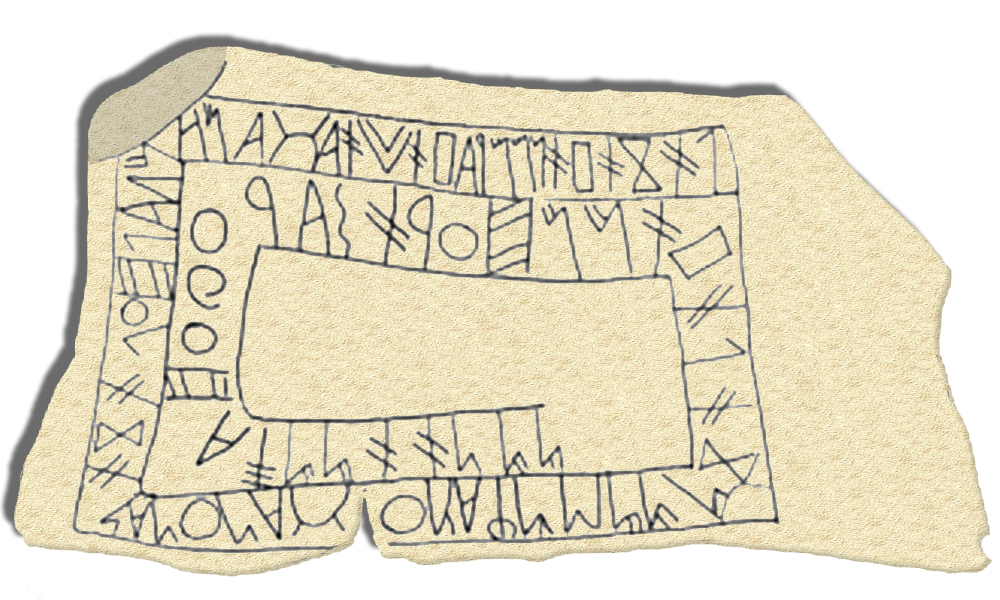
Fonte Velha (Bensafrim, Lagos)

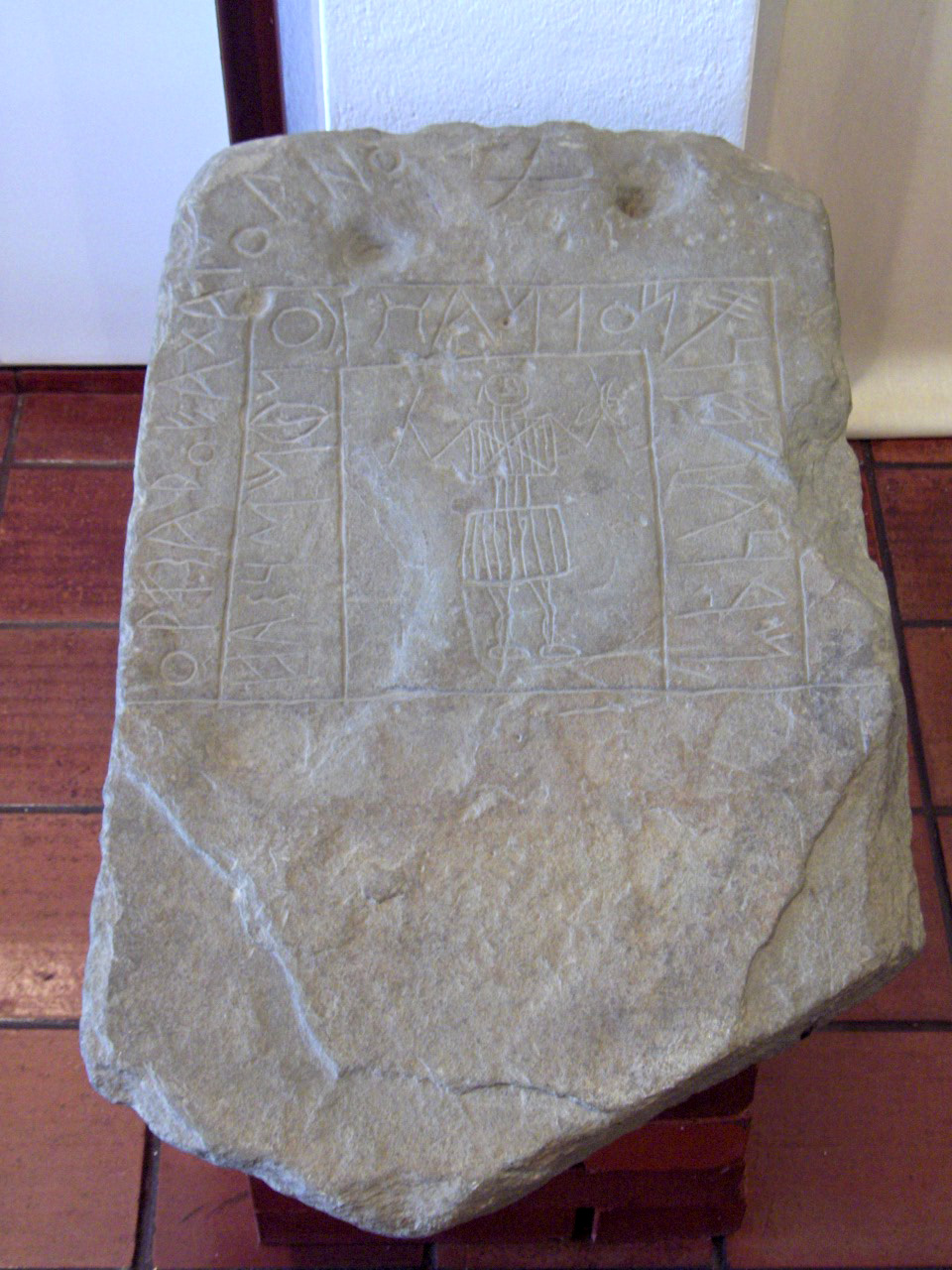
Herdade da Abobada (Almodôvar)

La scrittura del Sud-Ovest (o tartessica o sudlusitana) è una scrittura paleo-ispanica molto simile a la scrittura iberica sudorientale. A differenza delle iscrizioni che utilizzano la scrittura iberica sudorientale, che sono in lingua iberica, le iscrizioni che usano questa scrittura sono in lingua tartessica. Come gli altri sistemi grafici paleo-ispanici, la scrittura del Sud-Ovest è costituita da segni rappresentanti vocali, consonanti e suoni sillabici.
Fu la prima a svilupparsi in ordine cronologico, diffondendosi nel Sud-Ovest della penisola iberica (Andalusia occidentale, parte dell'Estremadura e Portogallo meridionale), in un periodo forse compreso fra il VI e il V secolo a.C. (non c'è tuttavia accordo fra gli storici e i linguisti). Nonostante la sua denominazione non è chiaro se si tratti di una evoluzione della scrittura tartessica, o di altra scrittura nata successivamente e influenzata da quest'ultima.